# José O’Callaghan
José O´Callaghan Martínez S.J. (Tortosa, 7 de octubre de 1922-Barcelona, 15 de diciembre de 2001) fue un religioso jesuita, paleógrafo y papirólogo español célebre por la identificación del papiro 7Q5 de Qumrán con el texto de Marcos 6, 52-53.

## Biografía
Nació en Tortosa, provincia de Tarragona, España en 1922 y se unió a los jesuitas el 29 de octubre de 1940. Fue ordenado el 31 de mayo de 1952. Licenciado en teología por la universidad de San Cugat del Vallés, provincia de Barcelona en 1953. Doctor en filosofía y letras por la Universidad de Madrid en 1959, doctor en Letras Clásicas por la Università di Milano en 1960. Fue profesor en la Facultad de Teología de San Cugat del Vallés (1961 - 1971), Barcelona, en donde fundó el Seminario de Papirología.
En 1971 se encuentra en el Pontificio Instituto Bíblico de Roma (1971 - 1992). En 1980 regresa a Barcelona como profesor de crítica textual junto al profesor R.P. Pierre Proulx. Fue decano de la Facultad Bíblica (1983 - 1986). Fundó la revista Studia Papirologica. Murió en Barcelona el 15 de diciembre de 2001.

## Papiros del Nuevo Testamento en Qumrán
A mediados del siglo XX se descubrieron once cuevas con seiscientos rollos de pergaminos del siglo I con casi todos los libros del Antiguo Testamento. Los papiros se encontraban guardados en ánforas, una de las cuales tenía escrito "ROMA" en hebreo. Estos papiros debieron ser guardados antes de la destrucción de Jerusalén del año 70, probablemente ante la amenaza de las tropas de Vespasiano en el año 68. La cueva 7 fue explorada en 1955.
El profesor O'Callaghan se hizo mundialmente célebre por la identificación que hizo de papiros de la cueva 7 de Qumrán. Identificó el papiro «7Q5» (cueva 7 + Qumrán + papiro 5) con Marcos 6, 52-53; «7Q6, 1» con Marcos 4,28; y «7Q8» con Santiago 1, 23-24. También propuso la identificación de «7Q4» con 1 Timoteo 3, 16 y 4, 1-3; y estableció como probable «7Q6, 2» con Hechos 27, 38; «7Q7» con Marcos 12, 17; y «7Q9» con Romanos 5, 11-12; y, como mera posibilidad, «7Q10» con 2 Pedro 1, 15 y «7Q15» con Marcos 6, 48.
Publicó el resultado de estas investigaciones en «¿Papiros neotestamentarios en la cueva 7 de Qumrün?», en «Biblica» LIII, 1972, 91-104; «¿Un fragmento del evangelio de san Marcos en el papiro 5 de la cueva 7 dé Qumrün?», en «Arbor» LXXXI 1972, 429-431; y en «Studia Papyrologica».
El profesor Carsten Peter Thiede consideró verosímil su teoría de que 7Q5 contenía el texto de Marcos 6,52-53. Este publicó el artículo «¿El manuscrito más antiguo del Evangelio?» («The Earliest Gospel Manuscript?») en 1982. Según Thiede, el Evangelio de Marcos habría sido escrito en Roma y luego habría sido llevado a la región por alguna comunidad cristiana, que lo escondió en esta cueva.
Herbert Hunger, director de la Colección de Papiros de la Biblioteca Nacional Austríaca y profesor de Papirología de la Universidad de Viena, consideró convincente la teoría de que 7Q5 es del Evangelio de Marcos.
En un simposio internacional celebrado en Eichstät del 18 al 20 de octubre de 1991 el profesor Hunger y el profesor Reisenfeld, de la Universidad de Úpsala, apoyaron la teoría de que el 7Q5 pertenece al Evangelio de Marcos.

## Obra
- Las tres categorías estéticas de la cultura clásica, Madrid, 1960, 288 p.
- Cartas cristianas griegas del siglo V, Barcelona, 1963, 251 p.
- Studia Papirologica.
- «¿Papiro neotestamentarios en la cueva 7 de Qumrán?» Biblica, 1972. Roma. p. 91-100
- «Notas sobre 7Q tomadas en el "Rockefeller Museum" de Jerusalén». Bíblica, 1972. Roma. p. 517-536